# 雙線少孔紋鯛
雙線少孔紋鯛為輻鰭魚綱鱸形目鱸亞目鮨科的其中一種，分布於印度西太平洋海域，棲息深度1-15公尺，體長可達9.9公分，生活在淺海的礁石區，為底棲性魚類，屬肉食性，生活習性不明。